# Set You Free
«Set You Free» — дебютный сингл британского евродэнс-коллектива N-Trance с дебютного альбома Electronic Pleasure, записанный в 1992 году и впоследствии переиздававшийся несколько раз. Наиболее успешный сингл группы.

## История создания
Текст «Set You Free» основан на воспоминаниях основателя группы Кевина О’Тула о ночи в клубе Hacienda в Манчестере в 1989 году: «…К завершению сета толпа просила ещё, и, когда их желание было удовлетворено, какая-то счастливая и взмокшая девушка обняла меня так, что я почувствовал биение её сердца». Это нашло отражение в строчках «When I hold you baby, feel your heart beat close to me». Атмосферные раскаты грома были добавлены в запись, чтобы глушить возможные щелчки виниловой пластинки (пластинки, будучи проигранными достаточное количество раз, начинают издавать щелчки и потрескивания) («As the storm beats down on me»).
Инструментальная партия состоит из двух синкопированных частей 3/4. Басовая линия исполняется клавишными. В качестве вокалистки была приглашена 16-летняя Келли Лорена. Демозапись вокала была произведена в домашней студии О’Тула диджеем Майком Льюисом, впоследствии сыгравшим существенную роль в становлении коллектива.
Впервые сингл был отпечатан в июле 1992 года тиражом в 500 копий, однако не был издан из-за проблем со звукозаписывающей компанией. Истратив последние сбережения, N-Trance сумели расторгнуть контракт с 380 Records и издали сингл на лейбле All Around the World Productions. «Set You Free» в новой редакции и перезаписанным вокалом был издан в 1993 году, но провалился в чартах, заняв 83-ю позицию; ре-релиз сингла в 1994 году («Lost Soul Version», с новым текстом и добавленной рэп-партией) дал уже 39-ю позицию и свыше 50 000 проданных экземпляров.
Концертные выступления на протяжении нескольких лет дали N-Trance определённую популярность на европейской танцевальной сцене. Релиз «Set You Free» в 1995 году (помимо ремиксов, было несколько увеличено вступление в оригинальном треке) был весьма успешным; композиция проигрывалась по радио и телевидению, заняла 2-ю позицию в британском чарте, 9 недель пробыла в Top10 и стала самым продаваемым танцевальным синглом 1995 года.
Композиция была переиздана в 2001 году для сборника The Best of N-Trance 1992—2002 (заняв 4-ю позицию в британском чарте) и в 2009 году в цифровом формате — под названием «Set You Free 2k9».
В мае 2020 года группа опубликовала на своём Youtube-канале lockdown-видео с исполнением песни (с участием Лорены).

## Музыкальное видео
Съёмки видеоклипа проходили в окрестностях графств Дарем и Норт-Йоркшир на севере Англии. День съёмок перед Башней Клиффорда (3 ноября 1994 года) совпал с Ночью фейерверков Гая Фокса, проводимой администрацией Йорка. Клубные сцены были сняты в Стоктон-он-Тис. В сценах с движущимся лимузином помимо Келли снималась Рэйчел МакФарлан, чей вокал можно услышать на «Turn Up the Power». Режиссёр видеоклипа — Стив Прайс.
Видео было отредактировано для версии «Set You Free» 2001 года.

## Список композиций
| №                   | Название                      | Длительность |
| ------------------- | ----------------------------- | ------------ |
| 1.                  | «Set You Free» (mix 1)        | 4:44         |
| 2.                  | «Set You Free» (original mix) | 7:12         |
| 3.                  | «Set You Free» (mix 3)        | 5:00         |
| Общая длительность: | Общая длительность:           | :            |

| №                   | Название                         | Длительность |
| ------------------- | -------------------------------- | ------------ |
| 1.                  | «Set You Free» (radio mix)       | 4:15         |
| 2.                  | «Set You Free» (original mix)    | 7:01         |
| 3.                  | «Set You Free» (Nymphomania mix) | 6:39         |
| 4.                  | «Set You Free» (Kleptomania mix) | 5:52         |
| Общая длительность: | Общая длительность:              | :            |

| №                   | Название                           | Длительность |
| ------------------- | ---------------------------------- | ------------ |
| 1.                  | «Set You Free» (Lost Soul Version) | 4:13         |
| 2.                  | «Set You Free» (Pop Mix)           | 4:05         |
| 3.                  | «Set You Free» (Original Edit)     | 4:05         |
| 4.                  | «Set You Free» (Original Version)  | 7:01         |
| 5.                  | «Set You Free» (TTF Remix)         | 7:53         |
| 6.                  | «Set You Free» (Liberation Mix)    | 6:39         |
| 7.                  | «Set You Free» (Kleptomania Mix)   | 5:52         |
| Общая длительность: | Общая длительность:                | :            |

| №                   | Название                                                  | Длительность |
| ------------------- | --------------------------------------------------------- | ------------ |
| 1.                  | «Set You Free» (Rob Searle remix)                         | 3:37         |
| 2.                  | «Set You Free» (BM Dubs remix)                            | 3:40         |
| 3.                  | «Set You Free» (Voodoo & Serano remix)                    | 3:20         |
| 4.                  | «Set You Free» (N-Trance v Tidy Trax - Paul Maddox remix) | 7:50         |
| Общая длительность: | Общая длительность:                                       | :            |

## Участники записи
- N-Trance — продюсирование, аранжировки;
- Энди Ли — микширование (1993);
- Тим Рассел — микширование (1994)
- Келли Лорена — вокал;
- T-1K — рэп (версии «lost soul» и «pop»)[2]

## Чарты и сертификаты
| Страна         | Чарт (1994)             | Позиция |
| -------------- | ----------------------- | ------- |
| Австралия      | ARIA Charts             | 11      |
| Австрия        | Ö3 Austria Top 75       | 61      |
| Великобритания | Official Charts Company | 2       |
| Германия       | Media Control Charts    | 44      |
| Ирландия       | IRMA                    | 4       |
| Нидерланды     | Mega Top 100            | 8       |
| Швейцария      | Schweizer Hitparade     | 18      |
| Швеция         | Sverigetopplistan       | 15      |

| Страна         | Чарт (2001)             | Позиция |
| -------------- | ----------------------- | ------- |
| Великобритания | Official Charts Company | 4       |

| Регион | Сертификация | Продажи |
| --- | ------------ | ------- |
| Австралия (ARIA) | Золотой      | 35 000^ |
| Великобритания (BPI) | Платиновый   | 600 000 |
| ^ Данные о тиражах приведены только на основе сертификации. · Данные о продажах + прослушиваниях приведены только на основе сертификации. |              |         |

## Кавер-версии
- В сентябре 2021 года свою версию записала британская певица Кайла Ла Гранж[17].